# 太田清彦
太田 清彦（おおた きよひこ、1956年〈昭和31年〉5月15日 - ）は、日本の陸上自衛官。防大23期。秋田県出身。
自衛隊イラク派遣では第5次復興支援群長を務めた。自衛隊カンボジア派遣や中東駐箚の防衛駐在官など、数多くの海外勤務経験を持つ。職種は普通科。

## 略歴
- 1979年（昭和54年）3月：防衛大学校卒業（第23期）。
- 1980年（昭和55年）10月：第45普通科連隊に配属。
- 1985年（昭和60年）：第30普通科連隊勤務。
- 1990年（平成2年）8月：空挺普通科群第2中隊長（3等陸佐）。
- 1992年（平成4年）：第1次カンボジア派遣。
- 1993年（平成5年）：2等陸佐、陸上幕僚監部広報室。
- 1996年（平成8年）：1等陸佐、イラン駐箚防衛駐在官。
- 2000年（平成12年）：西部方面総監部調査部調査課長。
- 2002年（平成14年）：統合幕僚会議事務局第3幕僚室企画官。
- 2004年（平成16年）4月1日：第35普通科連隊長（第22代）。
- 2005年（平成17年）：第5次イラク復興支援群長をへて、同年12月より防衛大学校教授。
- 2010年（平成22年）4月1日：防衛研究所主任研究官
- 2012年（平成24年）

4月1日：退職勧奨（陸将補に特別昇任）
5月1日：習志野市に新設された危機管理監に採用。
- 2017年（平成29年）：習志野市危機管理監 退職